# Сенпойл
Сенпойл (на английски: Sanpoil) е етническа група на Вътрешните салиши, която живее в 15 села в басейна на река Сенпойл в източен Вашингтон, САЩ. Говорят диалект на езика Оканоган – Колвил на клона Вътрешни салиши на Салишкото езиково семейство. Езика им е идентичен с езика на неспелем, с които понякога са класифицирани като едно племе.

## Култура
Сенпойл споделят еднакви традиции и начин на живот със своите салишки съседи – неспелем, синкаюс, метоу и оканоган. Основно жилище е типичната за региона къща – яма (pithouse), която е с кръгла форма и с равен или коничен покрив. Дървената конструкция е покрита с кора или рогозки. Използват и по-големи комунални къщи от същия вид, с островърхи покриви. Основна храна е рибата. Жените събират още миди, яйца, различни ядивни корени и грудки, ядки, семена и горски плодове. Най-важна от растителните храни е камаса. Мъжете допълват диетата с лов на едър и дребен дивеч. Сдобиват се с коне в средата на 18 век.
Като останалите салишки народи в района, сенпойл не носят много дрехи. Първоначално дрехите им са изработвани от дървесна кора и лико, а по-късно от еленови кожи. Основно мъжко облекло е гамаши, мокасини, набедреник, риза, а за жените къси гамаши от коноп и дълга кожена рокля. През зимата и двата пола използват кожени наметала.
Всяко от селата им се ръководи от вожд, помощник-вождове и Съвет на старейшините. Главният вожд наследява позицията си по бащина линия. Едно село има средно по 30 – 40 души или 5 – 6 разширени семейства.
Като при останалите племена от Платото и при сенпойл религиозните представи са центрирани около сдобиването на човек с дух – помощник чрез ритуала за Търсене на видение.

## Име
Името им идва от оканоган, които наричат река Сенпойл и нейната долина „Снп'илкх“. Варианти са също „Н’почеле или Н’покле“, в изследванията на Фредерик Уеб Ходж. Джеймс Муни споменава тяхното име в якима – „Хаи-аи-нима“, което вероятно е „Хай-хайд-е-ним-мо“ на Луис и Кларк.

## История
Тежки епидемии в края на 18 век и отново през 1840-те и в началото на 1850-те съкращават населението им драстично. Избягвайки връзките и конфликтите с белите, сенпойл успяват да запазят свободата си до 1872 г., когато са заселени в резервата Колвил.
Днес техните потомци са част от Конфедеративните племена на резервата Колвил.